# SNAP-7941
SNAP-7941 je lek koji se koristi u naučnim istraživanjima. On je selektivni nepeptidni antagonist melanin-koncentrirajućeg hormonskog receptora . U životinjskim studijama je pokazano da proizvodi anksiolitičke, antidepresivne i anoreksne efekte. Međutim, rezultati kliničkih ispitivanja su bili razoračaravajući. SNAP-7941 je značajan kao vodeće jedinjenje iz kojeg su potentniji i selektivniji antagonist i razvijeni, poput SNAP-94847, mada se ovo jedinjenje i dalje koristi u istraživanjima funkcija  receptora.

## Spoljašnje veze
|  | Molimo Vas, obratite pažnju na važno upozorenje u vezi sa temama iz oblasti medicine (zdravlja). |